# Lobochesis longiseta
Lobochesis longiseta är en ringmaskart som beskrevs av Anne D. Hutchings och Murray 1984. Lobochesis longiseta ingår i släktet Lobochesis och familjen Terebellidae. Inga underarter finns listade i Catalogue of Life.